# Contea di Grainger
La contea di Grainger in inglese Grainger County è una contea dello Stato del Tennessee, negli Stati Uniti. La popolazione al censimento del 2000 era di 20 659 abitanti. Il capoluogo di contea è Rutledge.

## Località

### Città
- Bean Station

### Towns
- Blaine
- Rutledge (capoluogo di contea)